# Jan Niklas Schommer
Jan Niklas Schommer (* 28. Dezember 1996) ist ein deutscher Fußballspieler. Von 2014 bis 2016 stand er bei der SG Sonnenhof Großaspach unter Vertrag und absolvierte für diesen Verein fünf Spiele in der 3. Liga.

## Karriere
Schommer kam über den TSV Althütte und die TSG Backnang 2012 zur SG Sonnenhof Großaspach. 2014 rückte er aus der Jugend offiziell in den Kader der zweiten Mannschaft mit Spielbetrieb in der siebtklassigen Landesliga Württemberg auf. Im September 2014 kam der Stürmer für die erste Mannschaft in der 3. Liga gegen Energie Cottbus und Holstein Kiel jeweils per Einwechslung zum Einsatz. In der Folge war Schommer aber auch weiterhin selbst im Juniorenbereich aktiv.
Nach insgesamt fünf Drittligaeinsätzen verließ Schommer im Februar 2016 die SG Sonnenhof Großaspach und schloss sich dem Kreisligisten SV Erbringen an, er begann zugleich ein Studium in Saarbrücken. Nach 9 Einsätzen (6 Tore, 4 Vorlagen) beim SV Erbringen wechselte er im Sommer 2016 zum Bezirksligisten SV Allmersbach. 2019 schloss er sich in Kirchberg an der Murr dem Kreisligisten SVG Kirchberg an, kehrte aber zu Beginn der Saison 21/22 zur SV Allmersbach zurück.